# توماس لباس
توماس لباس (بالفرنسية: Thomas Lebas)‏ مواليد 14 ديسمبر 1985 في فرنسا، هو دراج فرنسي في صنف سباق الدراجات على الطريق.

## روابط خارجية
- توماس لباس على موقع الاتحاد الدولي للدراجات (الإنجليزية)
- توماس لباس على موقع أرشيف الدراجات (الإنجليزية)
- توماس لباس على موقع إحصائيات الدراجات الإحترافية (الإنجليزية)
- توماس لباس على موقع نسبة الدراجات (الإنجليزية)
- توماس لباس على موقع الاتحاد الدولي للدراجات (الإنجليزية)
- توماس لباس على موقع أرشيف الدراجات (الإنجليزية)
- توماس لباس على موقع إحصائيات الدراجات الإحترافية (الإنجليزية)
- توماس لباس على موقع نسبة الدراجات (الإنجليزية)